# NGC 7691
NGC 7691 ist eine Balken-Spiralgalaxie vom Hubble-Typ SBbc im Sternbild Pegasus am Nordsternhimmel. Sie ist schätzungsweise 188 Millionen Lichtjahre von der Milchstraße entfernt und hat einen Durchmesser von etwa 115.000 Lichtjahren. 

Im selben Himmelsareal befinden sich u. a. die Galaxien NGC 7703 und NGC 7711.
Die Typ-IIP-Supernova SN 2014az wurde hier beobachtet.
Das Objekt wurde am 16. Oktober 1784 von Wilhelm Herschel entdeckt.